# Berea, Satu Mare
Berea este un sat în comuna Ciumești din județul Satu Mare, Transilvania, România. Până în anul 2004 a aparținut comunei Sanislau. Are mai multe biserici reformate. Iernile fiind blânde aici, vegetația este de stepă și silvostepă. Are 197 de locuitori, dintre care 164 maghiari, 17 romi și 16 români. Are 130 de străzi și un cimitir. Este situat pe autostrada 196B. .

 Acest articol despre o localitate din județul Satu Mare este deocamdată un ciot. Puteți ajuta Wikipedia prin completarea lui.